# ويندي مورغان
ويندي مورغان (بالإنجليزية: Wendy Morgan)‏ هي ممثلة بريطانية، ولدت في يناير 1958 في Radlett ‏ في المملكة المتحدة.

## وصلات خارجية
- الموقع الرسمي
- ويندي مورغان على موقع IMDb (الإنجليزية)
- ويندي مورغان على موقع قاعدة بيانات الفيلم (الإنجليزية)